# Santa Margherita di Belice

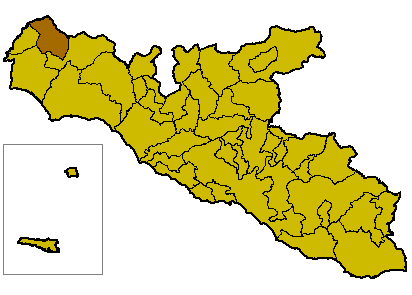
Ubicació de Santa Margherita di Belice dins de la província

Santa Margherita di Belice (sicilià Santa Margarita) és un municipi italià, dins de la província d'Agrigent. L'any 2008 tenia 6.678 habitants. Limita amb els municipis de Contessa Entellina (PA), Menfi, Montevago, Salaparuta (TP) i Sambuca di Sicilia.

## Administració
| Període | Identitat         | Partit        |
| ------- | ----------------- | ------------- |
| 2007-   | Francesco Santoro | Llista cívica |